# ولی کاتج (نیویورک)
ولی کاتج (به انگلیسی: Valley Cottage) یک منطقهٔ مسکونی در ایالات متحده آمریکا است که در شهرستان راکلند، نیویورک واقع شده‌است. ولی کاتج ۱۱٫۱ کیلومتر مربع مساحت و ۹٬۱۰۷ نفر جمعیت دارد و ۵۴ متر بالاتر از سطح دریا واقع شده‌است.